# Procladius appropinquatus
Procladius appropinquatus är en tvåvingeart som först beskrevs av Lundstrom och Frey 1916.  Procladius appropinquatus ingår i släktet Procladius och familjen fjädermyggor. Arten är reproducerande i Sverige. Inga underarter finns listade i Catalogue of Life.